# Herba melera
L' herba melera (Ononis fruticosa) és una espècie de planta amb flors del gènere Ononis fruticosa dins la família de les fabàcies (Fabaceae). És una planta nativa del sud-est de França, l'est de la península Ibèrica i el nord-oest d'Àfrica.
Addicionalment pot rebre el nom de gavó fruticós. També s'han recollit la variant lingüística salao.

## Descripció
És una planta arbustiva molt ramificada, amb les tiges de la base llenyoses, mentre que les joves són pubescent-glanduloses. Les fulles són compostes amb un pecíol molt curt, gairebé sèssils, amb tres folíols coriacis, dentats a la meitat superior. Les flors són papilionàcies, de color rosa, d'entre 10 i 20 mm i amb un peduncle llarg; la corol·la té cinc pètals, amb l'estendard ovato-apiculat, estriat i pubescent i la carena incurvato-ascendent i apiculada. Les flors s'agrupen en inflorescències en panícula terminal. El fruit és un llegum exsert oblongo-cilíndric, pèndol, pilós i glandulós amb llavors reniformes en nombre de dos a sis.

## Distribució i hàbitat

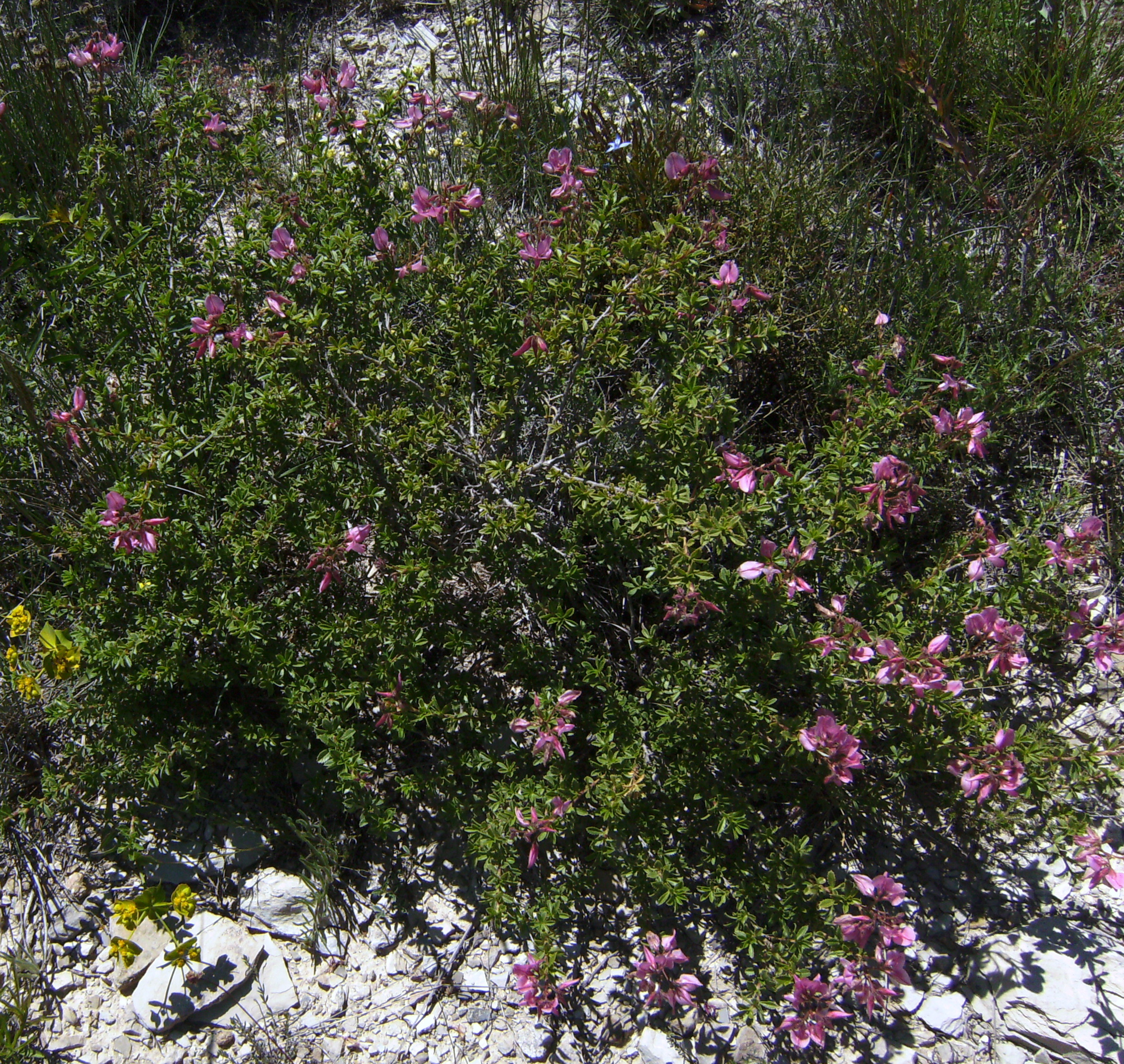
Planta sencera

Viu a la muntanya submediterrània entre els 400 i els 1400 m d'altitud i és un oròfit de l'occident circummediterrani. Viu en terrenys calcaris i de vegades es troba en sòls amb guix.

## Taxonomia
Aquesta espècie va ser publicada per primer cop l'any 1753 al segon volum de l'obra Species Plantarum del botànic suec Carl von Linné (1707-1778).
Als Països Catalans havien estat reconegudes dues varietats botàniques, la varietat fruticosa a Catalunya i la varietat microphylla al País Valencià. Però avui dia ja no es reconeix cap tàxon infraespecífic dins l'espècie.

### Sinònims
Els següents noms científics són sinònims d'Ononis fruticosa:
- Sinònims homotípics

- Anonis fruticosa (L.) Lam.
- Natrix fruticosa (L.) Moench

- Sinònims heterotípics

- Ononis fruticosa var. intermedia Rouy
- Ononis fruticosa subvar. intermedia (Rouy) O.Bolòs & Vigo
- Ononis fruticosa var. microphylla DC.
- Ononis fruticosa subsp. mycrophylla (DC.) O.Bolòs, Vigo, Masalles & Ninot
- Ononis fruticosa f. mycrophylla (DC.) Širj.
- Ononis fruticosa var. mycrophylla DC.
- Ononis fruticosa var. rigida Asch. & Graebn.
- Ononis purpurea Mill. ex Steud.
- Ononis rigida Kunze